# 縣道117號
縣道117號（埔和－內湖），北起新竹縣新豐鄉埔和，南至新竹市香山區內湖，全長共計42.814公里（交通部公路總局資料）。

## 歷史沿革

### 日治時期
日治時期早期，現在縣道117號鳳山崎路段的一部分曾是「縱貫道」（現省道台1線）路線；另外新埔鎮犁頭山經竹北市六家至新竹、新竹至茄苳交流道等路段的道路於日治時期均已存在。

### 第一次公路普查（1961年）
公路法實施後，公路主管機關將全台各等級公路予以編號。當時的縣道117號為「新竹－豐原」全長82.51公里，另新豐鄉埔和至新竹間路段為採縣道編號之「重要鄉道」103甲線「埔和－新竹」長26.125公里。後縣道117號苗栗縣頭份鎮（現頭份市）尖山至臺中縣豐原鎮（現臺中市豐原區）58.531公里路段於1974年升格為省道台13線，縣道117號配合縮短為「新竹－尖山」長22.773公里。

### 第二次公路普查（1976年）
縣道117號降編為採縣道編號之「重要鄉道」117線，終點改至新竹縣香山鄉（現新竹市香山區）內湖（內湖至尖山路段改編入省道台13線），鄉道103甲線解編並全線改編入鄉道117線。改編後之鄉道117線名稱為「埔和－內湖」，里程為38.901公里。

### 近年改變
- 2001年3月16日，交通部公告調整「臺灣地區縣道公路系統」[參 6]，將117線恢復為縣道，唯此公告中「埔和－內湖」里程數只有10.731公里。另此次調整後縣道117號湖口鄉老湖口至新埔鎮義民廟路段亦確定為原鄉道竹9線部分路段(湖口鄉鐵騎路、勝利路一二段)接新埔鎮新湖路，再接鄉道竹14線並短暫共線(新埔鎮義民路三段，新湖路至褒忠路口)[參 7][1]。
- 竹北市新闢之自強北、南路全部完工後，縣道117號竹北市路段捨嘉興路舊線，改行自強北、南路；新竹市路段亦捨千甲路、水源街舊線，改行新闢之慈雲路接光復路一段與縣道122號共線[參 7]。
- 2012年11月9日，交通部公告將縣道117號員山子路段改行外環道，新湖口路段改行外環道成功路、達生路[參 8]，調整後的縣道117號全長42.407公里。

## 行經行政區域
| 新竹縣                    | 新豐鄉 | 埔和                        | 0.000                      | 台15線 · 竹1線       | 公路起點 竹1線起點  |
| 新竹縣                    | 新豐鄉 | 後湖                        | －                         | （地區道路）         |                     |
| 新竹縣                    | 新豐鄉 | 後湖                        | －                         | 竹1-2線              | 竹1-2線終點         |
| 新竹縣                    | 新豐鄉 | 青埔子                      | －                         | 竹1-2線              | （同上）            |
| 新竹縣                    | 新豐鄉 | 後湖                        | －                         | （地區道路）         |                     |
| 新竹縣                    | 新豐鄉 | 員山                        | －                         | 竹2-1線              | 竹2-1線終點         |
| 新竹縣                    | 湖口鄉 | 和興                        | －                         | 竹107線              | 竹107線終點         |
| 新竹縣                    | 湖口鄉 | 三腳寮                      | －                         | （地區道路）         |                     |
| 新竹縣                    | 湖口鄉 | 三腳寮                      | －                         |                      |                     |
| 新竹縣                    | 湖口鄉 | 三腳寮                      | －                         | （地區道路）         |                     |
| 新竹縣                    | 湖口鄉 | 新湖口                      | 7.350                      | 竹7線                | 竹7線起點           |
| 新竹縣                    | 湖口鄉 | 新湖口                      | － 跨越縱貫線北段、竹109線 |                      |                     |
| 新竹縣                    | 湖口鄉 | 新湖口                      | －                         | 竹109線              | 僅設北出南入        |
| 新竹縣                    | 湖口鄉 | 新湖口                      | －                         | 竹10線               | 竹10線起點          |
| 新竹縣                    | 湖口鄉 | 上北勢                      | －                         | 竹8線                | 竹8線起點           |
| 新竹縣                    | 湖口鄉 | －                          |                            |                      |                     |
| 新竹縣                    | 湖口鄉 | 中北勢                      | －                         | 竹12線               | 竹12線起點          |
| 新竹縣                    | 湖口鄉 | －                          |                            |                      |                     |
| 新竹縣                    | 湖口鄉 | 老湖口                      | 10.395                     | 台1線                | 與台1線共線起點     |
| 新竹縣                    | 湖口鄉 | 老湖口                      | －                         | 竹13線 · 台1線       | 竹13線起點          |
| 新竹縣                    | 湖口鄉 | －                          |                            |                      |                     |
| 新竹縣                    | 湖口鄉 | 南勢                        | 11.065                     | 台1線                | 與台1線共線終點     |
| 新竹縣                    | 湖口鄉 | 上番子湖                    | 11.065                     | 台1線                | 與台1線共線終點     |
| 新竹縣                    | 湖口鄉 | 中番子湖                    | －                         | （地區道路）         |                     |
| 新竹縣                    | 湖口鄉 | 竹高屋                      | －                         | （地區道路）         |                     |
| 新竹縣                    | 湖口鄉 | 竹高屋                      | －                         |                      |                     |
| 新竹縣                    | 湖口鄉 | 竹高屋                      | 7.350                      | 竹5線                | 竹5線終點           |
| 新竹縣                    | 新埔鎮 | 枋寮                        | －                         | 竹14線               | 與竹14線共線起點    |
| 新竹縣                    | 新埔鎮 | 枋寮                        | 18.340                     | 竹14線               | 與竹14線共線終點    |
| 新竹縣                    | 新埔鎮 | － 跨越鳳山溪:15頁,B7格     |                            |                      |                     |
| 新竹縣                    | 新埔鎮 | 犁頭山                      | 19.700                     | 市道118號            |                     |
| 新竹縣                    | 竹北市 | 犁頭山下                    | －                         | （地區道路）         |                     |
| 新竹縣                    | 竹北市 | 安溪寮                      | －                         | （地區道路）         |                     |
| 新竹縣                    | 竹北市 | －                          |                            |                      |                     |
| 新竹縣                    | 竹北市 | 界址                        | －                         | （地區道路）         |                     |
| 新竹縣                    | 竹北市 | 芒頭埔                      | 19.700                     | 縣道120號            |                     |
| 新竹縣                    | 竹北市 | 鹿場                        | －                         | 竹22線               |                     |
| 新竹縣                    | 竹北市 | 六家                        | －                         | （地區道路）         |                     |
| 22.7 跨越頭前溪:55頁,E4格 |        |                             |                            |                      |                     |
| 新竹市                    | 東區   | 竹科交流道                  | 23.350                     | 台68線               |                     |
| 新竹市                    | 東區   | 九甲埔                      | －                         | （地區道路）         |                     |
| 新竹市                    | 東區   | 埔頂                        | 25.400                     | 縣道122號            | 與縣道122號共線起點 |
| 新竹市                    | 東區   | 新竹交流道                  | 25.900                     | 國道一號 · 縣道122號 |                     |
| 新竹市                    | 東區   | 埔頂                        | －                         | 縣道122號            |                     |
| 新竹市                    | 東區   | 赤土崎                      | －                         | 縣道122號            |                     |
| 新竹市                    | 東區   | －                          |                            |                      |                     |
| 新竹市                    | 東區   | 東勢                        | 27.800                     | 縣道122號            | 與縣道122號共線終點 |
| 新竹市                    | 東區   | 新竹市區                    | －                         | （地區道路）         |                     |
| 新竹市                    | 東區   | － 跨越客雅溪:63頁,E5格     |                            |                      |                     |
| 新竹市                    | 東區   | 客雅                        | 32.100                     | （地區道路）         |                     |
| 新竹市                    | 東區   | 青草湖                      | －                         | （地區道路）         |                     |
| 新竹市                    | 東區   | － 跨越客雅溪:75頁,C6格     |                            |                      |                     |
| 新竹市                    | 東區   | 柴橋                        | 33.700                     | （地區道路）         |                     |
| 新竹市                    | 東區   | 石碎崙                      | －                         | （地區道路）         |                     |
| 新竹市                    | 香山區 | 香山坑                      | －                         | （地區道路）         | 0                   |
| 新竹市                    | 香山區 | 香山坑                      | －                         | （地區道路）         |                     |
| 新竹市                    | 香山區 | 茄苳交流道                  | 35.850                     | 國道三號             |                     |
| 新竹市                    | 香山區 | 香山坑                      | 36.400                     | （地區道路）         |                     |
| 新竹市                    | 香山區 | 茄苳湖                      | 36.400                     | （地區道路）         |                     |
| 新竹市                    | 香山區 | 卓仔                        | －                         | （地區道路）         |                     |
| 新竹市                    | 香山區 | 42.407 跨越粟仔坑:93頁,D5格 |                            |                      |                     |
| 新竹市                    | 香山區 | － 跨越粟仔坑:93頁,D3格     |                            |                      |                     |
| 新竹市                    | 香山區 | 大湖                        | －                         | （地區道路）         |                     |
| 新竹市                    | 香山區 | 內湖                        | 42.814                     | 台1線                | 公路終點            |
| 共線 半套匝道             |        |                             |                            |                      |                     |

## 沿線路名
| 新竹縣路段 - 德興路767巷 - 德興路 - 成功路 - 達生路 - 中正路 - 八德路 - 鐵騎路 - 勝利路 - 新湖路 - 義民路 - 褒忠路 - 自強北路 - 自強南路 | 新竹市路段 - 慈雲路 - 光復路 - 南大路 - 明湖路 - 柴橋路 - 茄苳景觀大道 - 五福路 |

## 沿線設施與景點
| 新竹縣路段 - 新竹縣新豐鄉福興國民小學 - 新豐扶雲社孔聖亭 - 新竹縣立湖口高級中學 - 湖口老街（老湖口） - 新竹產業園區 - 褒忠亭義民廟 - 新竹縣竹北市安興國民小學 - 國立陽明交通大學六家校區 | 新竹市路段 - 竹科交流道（台68線） - 新竹科學園區 - 新竹市東區龍山國民小學 - 新竹交流道（國道一號） - 國立陽明交通大學光復校區 - 國立清華大學 - 新竹市私立光復高級中學 - 新竹公園 - 新竹市立玻璃工藝博物館 - 新竹車站（縱貫線北段） - 新竹市東區新竹國民小學 - 國立清華大學南大校區 - 新竹市立育賢國民中學 - 青草湖 - 新竹美國學校 - 康橋國民中學 - 茄苳交流道（國道三號） - 中華大學 - 新竹市香山區大湖國民小學 - 新竹市立內湖國民中學 |